# Empoasca perelegans
Empoasca perelegans är en insektsart som beskrevs av Paul W. Oman 1936. Empoasca perelegans ingår i släktet Empoasca och familjen dvärgstritar. Inga underarter finns listade i Catalogue of Life.